# Eutanyacra hiemans
Eutanyacra hiemans är en stekelart som beskrevs av Heinrich 1961. Eutanyacra hiemans ingår i släktet Eutanyacra och familjen brokparasitsteklar. Inga underarter finns listade i Catalogue of Life.